# Zapach wyjścia
Zapach wyjścia – szósta płyta polskiego zespołu rockowego Variété. 
Grupa nagrała płytę w Nowym Jorku z  basistą Donaldem Dixonem i perkusistą  Luigim Franceschinim. Na płycie znalazło się 8 piosenek, a do pierwszych 1000 egzemplarzy dołączono tomik wierszy "Bydgoszcz – Nowy Jork" poety i wokalisty grupy Grzegorza Kaźmierczaka.

## Lista utworów
| 1. | "Anioł"     | 3:58  |
|    |             |       |
| 2. | "Farby"     | 3:39  |
|    |             |       |
| 3. | "Chłopcy"   | 3:55  |
|    |             |       |
| 4. | "Manhattan" | 3:55  |
|    |             |       |
| 5. | "Punkt"     | 3:48  |
|    |             |       |
| 6. | "Zmiana"    | 4:10  |
|    |             |       |
| 7. | "Ulewa"     | 4:24  |
|    |             |       |
| 8. | "More&More" | 3:55  |
|    |             |       |
|    |             | 31:44 |
|    |             |       |

## Skład
- Grzegorz Kaźmierczak – wokal, teksty, instrumenty klawiszowe
- Marek Maciejewski – gitara
- Donald Dixon – gitara basowa
- Luigi Franceschini – perkusja